# Centropus celebensis
Il cucal baio o cuculo fagiano di Sulawesi (Centropus celebensis Quoy & Gaimard, 1830) è un uccello della famiglia Cuculidae.

## Distribuzione e habitat
Questo uccello è endemico dell'Indonesia.

## Tassonomia
Centropus celebensis ha due sottospecie:
- Centropus celebensis celebensis
- Centropus celebensis rufescens